# Leucochromodes trinitensis
Leucochromodes trinitensis is een vlinder van de familie van de grasmotten (Crambidae), uit de onderfamilie van de Spilomelinae. De wetenschappelijke naam van deze soort is voor het eerst voorgesteld als Leucochroma trinitensis door George Francis Hampson in een publicatie uit 1912.
De soort komt voor in Trinidad.